# Усть-Заган
Усть-Заган (рос. Усть-Заган) — село Бичурського району, Бурятії Росії. Входить до складу Сільського поселення Посельське.
Населення — 32 особи (2015 рік).